# Село Атая Огонбаева
Атая Огонбаева (кирг. Атай Огонбаев) — село в Таласском районе Таласской области Кыргызстана. Административный  центр Калбинского айылного округа. Код СОАТЕ — 41707 232 862 02 0.

## Население
По данным переписи 2009 года, в селе проживало 3211 человек.